# Cebus nigritus
Cebus nigritus är en primat i släktet kapuciner som förekommer i östra Sydamerika.

## Taxonomi
Arten listades ursprungligen som underart till mösskapucin (Cebus apella) men godkänns numera oftast som självständig art. Enligt studier från 2011 och 2012 bör släktet Cebus delas i två släkten och några arter flyttas till ett nytt släkte med namnet Sapajus, däribland Cebus nigritus.
Tre underarter till Cebus nigritus listas av Wilson & Reeder (2005) men de är omstridda. Till exempel godkänns Cebus nigritus robustus av IUCN som art.

## Utseende
Denna primat kännetecknas av två svarta hårtofsar på huvudet som påminner om horn. Övrig päls är svartbrun med undantag av vita och gråa mönster i ansiktet. Hos några individer är pälsen på bröstet ljusbrun. Vikten varierar mellan 2,3 och 3,3 kg. Kroppslängden (huvud och bål) inom släktet är 31 till 56 cm och Cebus nigritus är en av de större arterna. Därtill kommer en lika lång gripsvans.

## Utbredning och habitat
Denna kapucinapa förekommer i sydöstra Brasilien (delstater Espírito Santo, Minas Gerais, Paraná, Rio de Janeiro, Rio Grande do Sul, Santa Catarina och São Paulo) och i nordöstra Argentina. Arten vistas där i fuktiga bergsskogar, i galleriskogar och i andra skogar. I utbredningsområdet är årsnederbörden 1900 till 2100 mm och de dominerande träd är Aspidosperma polyneuron samt jussarapalm (Euterpe edulis).

## Ekologi
Individerna bildar flockar som har upp till 20 medlemmar. Flocken bildas av ett dominant par, några andra vuxna hannar och honor samt deras ungar. Även de andra individerna i flocken etablerar en hierarki inom sitt kön. Vanligen föder bara den dominanta honan ungar. Dräktigheten varar 151 till 155 dagar och sedan föds allmänt ett ungdjur. Ungen får di i upp till två år och sedan blir honan åter parningsberedd. Om ungen skulle dö är tiden till nästa parning kortare. Kopulationer sker hela året men ungar föds bara mellan oktober och februari. Även andra honor från flocken kan para sig med alfahannen. Efter att denna parning ägde rum kan honor kopulera med underordnade hannar från flocken men det resulterar inte i ungar. Honor blir könsmogna efter cirka fyra år och den första framgångsrika parningen sker efter fem till sex år. En alfahanne kan hålla sin position i upp till åtta år. När en ny hanne övertar alfahannens rang kan den döda den förra hannens ungar. Honor är parningsberedda direkt efter maktbytet för att undvika ungarnas död. Hannar lämnar sin ursprungliga flock när de är 5 till 9 år gamla. Honor stannar allmänt i flocken men de byter ibland när en ny alfahanne tar över.
Cebus nigritus vilar vanligen i höga träd cirka 31 meter över marken där kronan har en diameter av ungefär 14 meter.
Födan utgörs av flera olika växtdelar och animaliska ämnen. Cebus nigritus äter bland annat frukter, frön, blad, blommor, unga växtskott och ryggradslösa djur. I mindre mått äts grodor, fågelungar och små däggdjur samt as.

## Hot och status
Cebus nigritus jagas av bönder som betraktar apan som skadedjur. Dessutom fångas ungdjur för att hålla de som sällskapsdjur. På grund av den ökande urbaniseringen i utbredningsområdet är beståndet delat i många små populationer men arten behöver stora orörda områden. Dessa finns numera endast i nationalparker och andra skyddszoner. IUCN uppskattar att hela beståndet minskade med 30 procent under de senaste 48 åren (tre generationer) och listar arten som nära hotad (NT).